# Rythme thêta

Exemple de rythme thêta.

Le rythme thêta est un patron d'oscillation observé en électro-encéphalographie (EEG) résultant de l'activité électrique du cerveau. Deux types de rythme thêta ont été décrits :
- Le « rythme thêta hippocampique » est une forte oscillation qui peut être observé dans l'hippocampe et certaines autres structures cérébrales de nombreux mammifères (incluant rongeurs, lapin, chien, chat, etc.), par implantation d'électrode intracrânienne, en laboratoire.
- Le « rythme thêta cortical » est une composante de basse fréquence enregistré par EEG chez l'humain, grâce à des électrodes placées sur le cuir chevelu.

Physiologiquement chez l'adulte éveillé, il y a peu de rythme thêta, il apparaît dès que la vigilance diminue et que le sujet s'endort.